# Foveades aroensis
Foveades aroensis är en fjärilsart som beskrevs av George Thomas Bethune-Baker 1908. Foveades aroensis ingår i släktet Foveades och familjen nattflyn. Inga underarter finns listade i Catalogue of Life.